# 黑錐首魚
黑錐首魚，為黑頭魚科的其中一種，為深海魚類，分布於西南太平洋澳洲海域，棲息深度可達2562公尺，棲息在中層水域，生活習性不明。